# 어빈 웰시

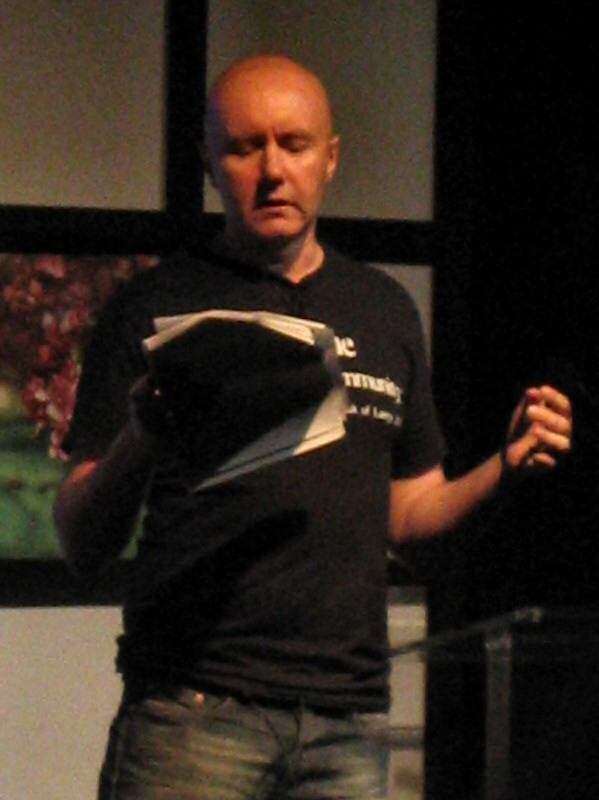
어빈 웰시

어빈 웰시(Irvine Welsh, 1958년 9월 27일 ~ )는 스코틀랜드의 소설가이다. 대표작으로는 《트레인스포팅》이 있다.